# Talisman Karls des Großen

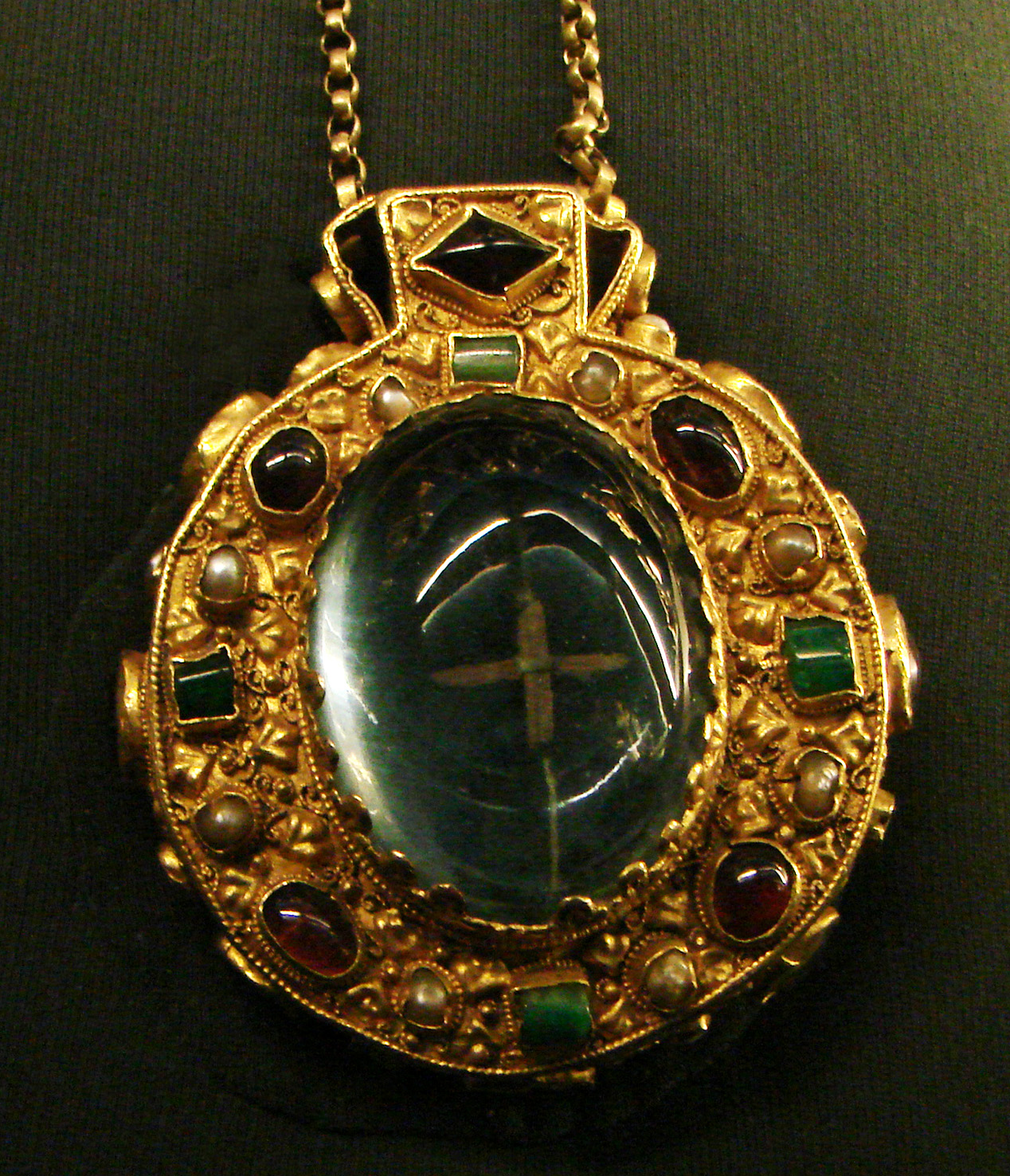
Sogenannter Talisman Karls des Großen, Musée du Palais du Tau, Reims – deutlich erkennbar die Kreuzpartikel unter dem zentralen Schmuckstein

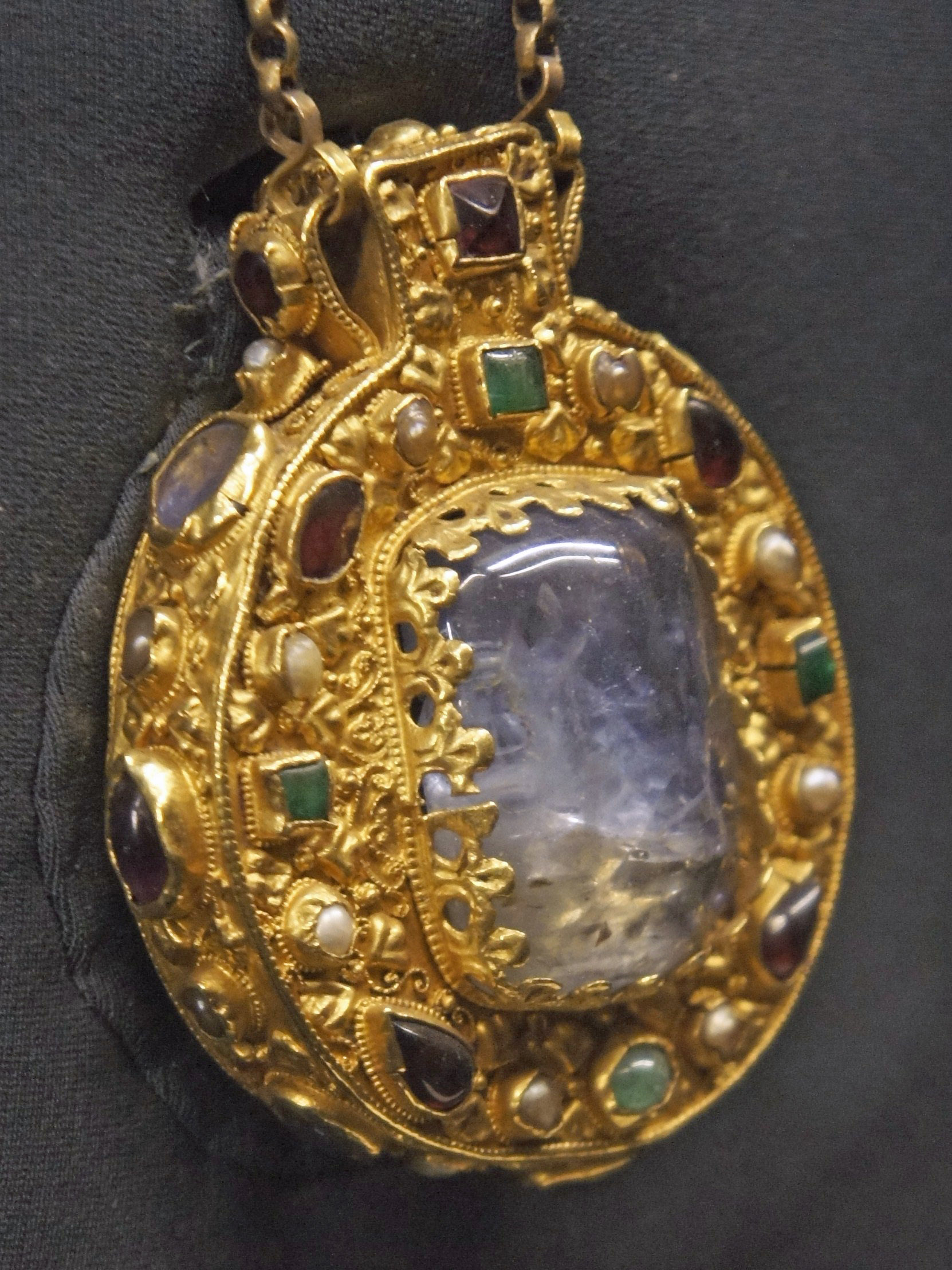
Der Talisman (hier: Rückseite) ist das einzig erhaltene Goldschmiedestück, das mit einiger Wahrscheinlichkeit mit der Person des Herrschers in Verbindung gebracht werden kann.

Der Talisman Karls des Großen ist ein karolingisches Reliquienamulett, das möglicherweise einst im Besitz Karls des Großen gewesen ist und heute Partikel vom wahren Kreuz Christi bergen soll. Es soll der Legende nach ursprünglich Haare der Jungfrau und Gottesmutter Maria enthalten haben und bei der Öffnung des Karlsgrabes im Aachener Dom durch Otto III. im Jahre 1000 am Hals des Frankenkaisers gefunden worden sein. Der Talisman wird heute im Reimser Musée du Palais du Tau (Inv.-Nr. G 7) aufbewahrt.

## Beschreibung
Das 7,3 cm hohe Medaillon ist eine der seltenen aus dem neunten Jahrhundert erhaltenen Goldschmiedearbeiten. Dabei handelt es sich weniger um ein sakrales Kunstwerk denn um ein privaten Zwecken dienendes Reliquienbehältnis. Das Werk war ursprünglich mittig mit zwei großen Saphiren versehen – hinter denen die besagten Haare Mariens angebracht waren –, die jedoch im Jahre 1804 durch einen Glasfluss ersetzt wurden. Die Gestaltung des Schmuckstücks ist geprägt von üppiger Edelstein- und Filigranzierde, jedoch fehlen nunmehr die bei älteren Objekten noch gängigen figürlichen Darstellungen, farbigen Emails wie auch Tier- oder Flechtbandornamentik. Dafür dominieren an der eigentlichen Goldschmiedearbeit Filigrandrähte neben Perlen und Juwelen in Kasten- und Palmettenfassungen; dabei können die getriebenen pfeilförmigen Blattornamente zwischen dem Filigrandraht als Reminiszenz an typische vergangene Motive gelten, dennoch wirken diese hier keineswegs rückwärtsgewandt. In der Gestalt des Amuletts durchdringen einander dreierlei Formgebungen mit jeweils unterschiedlichem Bedeutungsgehalt: Einerseits wird sich an die Form palästinensischer Pilgerampullen angelehnt, wie sie besonders im fünften und sechsten Jahrhundert westliche Verbreitung erfuhren, und damit auf die Provenienz der einstmals erhaltenen Marienhaare verwiesen. Daneben wird in der Konzeption analog der Stephansburse durch die Smaragde gemeinsam mit dem Zentralstein eine Kreuzesform gebildet. Schließlich erscheint die prächtige Vorderseite zuvorderst als Rahmung für die hinter dem durchscheinenden Edelstein sichtbare Reliquie. Eine Verwendung als Heilmittel oder zur Gefahrenabwehr einer hochgestellten Person liegt nahe.

## Hintergründe
Das Reliquiar kann insbesondere unter stilistischen Gesichtspunkten als ein Aachener Spätwerk aus der Zeit Karls des Großen angesehen werden.
Bis zum Jahr 1804 befand sich dieses im Aachener Domschatz, gelangte dann jedoch als Gastgeschenk von Marc-Antoine Berdolet, dem ersten Bischof von Aachen, anlässlich ihres Besuchs in Aachen an Kaiserin Joséphine, die Gattin Napoleon Bonapartes, welche es ihrerseits an Tochter Hortense übergab. Erst 1919 kam es dann aus dem Besitz von Kaiserin Eugénie an den Erzbischof von Reims, Kardinal Louis Luçon, der das Schmuckstück letztlich dem Schatz der Abtei Saint-Remi in Reims, heute im Palais du Tau ausgestellt, einverleibte. In diesem Zeitraum könnte auch ein Austausch der Reliquien stattgefunden haben.

## Zeitgenössische Beurteilung
Karls theologischer Gewährsmann Alkuin (735–804) schrieb in einem Brief an Erzbischof Ethelhard von Canterbury, er möge den aufkommenden Brauch, Reliquien um den Hals zu tragen, unterbinden; denn es sei „besser, die Vorbilder der Heiligen mit dem Herzen nachzuahmen als ihre Knochen in Säckchen herumzutragen“; dies sei ein „pharisäischer Aberglaube“.